# Match des Champions (Basketball, Frauen)

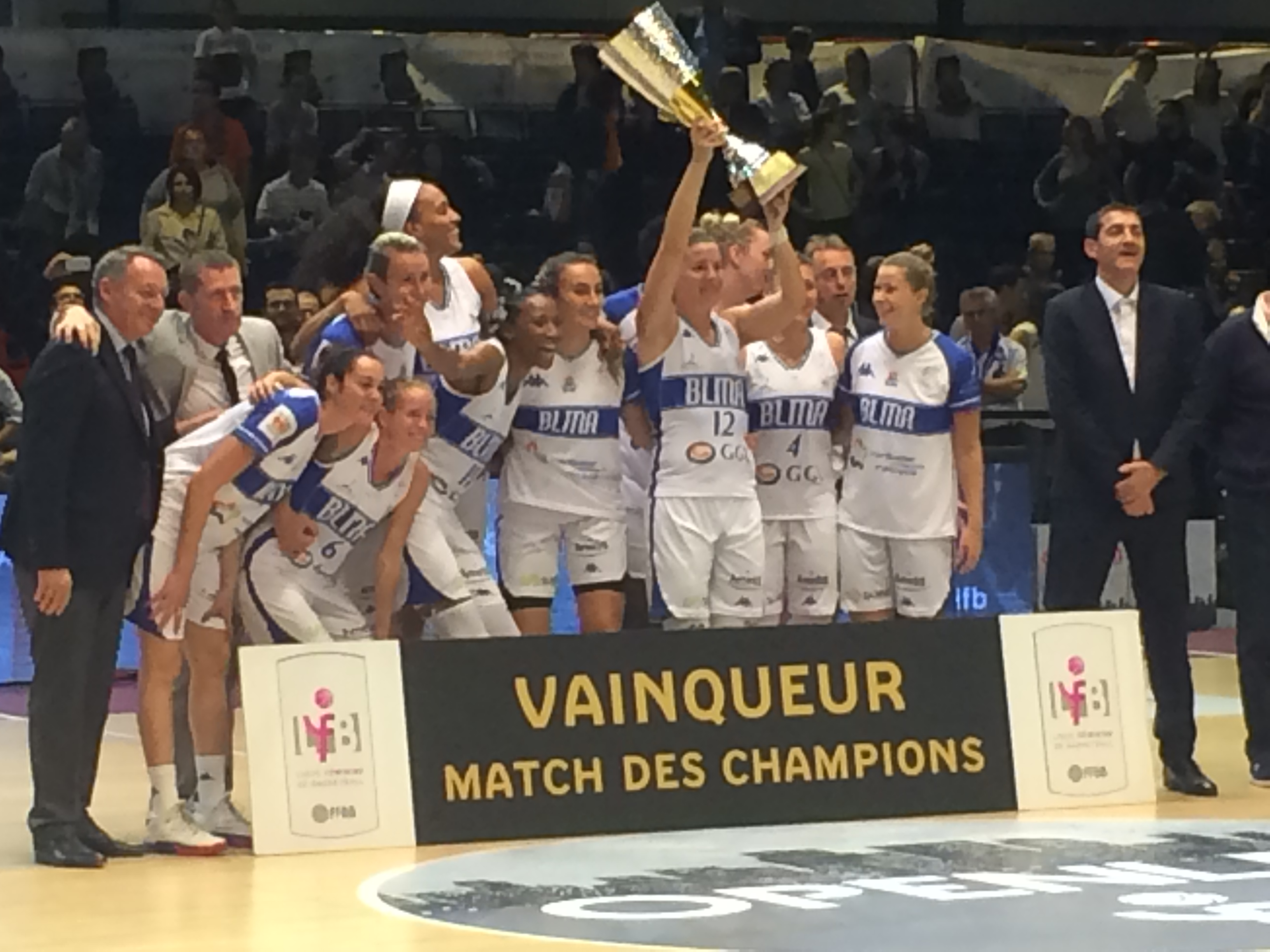
Lattes Montpellier bei ihrer Siegerehrung im Jahr 2016.

Der Match des Champions (deutsch Spiel der Meister) wird seit 2014 zwischen dem Sieger der Ligue Féminine de Basketball (LFB) und dem der Coupe de France féminine de Basketball ausgetragen. Es fand im Rahmen des über ein Wochenende ausgetragenen Open LFB am Samstagabend statt. Nach einem Entscheid der LFB wird zukünftig nur noch der MdC ausgetragen und der Open LFB nach 15-jährigem Bestehen mit der Austragung 2019 beendet.

## Ergebnisse
| Jahr | Sieger                               | Finalist                             | Endstand                             | Ort                                  |
| ---- | ------------------------------------ | ------------------------------------ | ------------------------------------ | ------------------------------------ |
| 2014 | Tango Bourges Basket                 | Lattes Montpellier                   | 77:62                                | Stade Pierre de Coubertin, Paris     |
| 2015 | Tango Bourges Basket                 | Lattes Montpellier                   | 63:60                                | Stade Pierre de Coubertin, Paris     |
| 2016 | Lattes Montpellier                   | Tango Bourges Basket                 | 63:57                                | Stade Pierre de Coubertin, Paris     |
| 2017 | Tango Bourges Basket                 | ESB Villeneuve-d’Ascq                | 71:48                                | Stade Pierre de Coubertin, Paris     |
| 2018 | Tango Bourges Basket                 | Flammes Carolo Basket                | 75:67                                | Stade Pierre de Coubertin, Paris     |
| 2019 | LDLC ASVEL Féminin                   | Tango Bourges Basket                 | 70:64                                | Stade Pierre de Coubertin, Paris     |
| 2020 | Abgesagt wegen der COVID-19-Pandemie | Abgesagt wegen der COVID-19-Pandemie | Abgesagt wegen der COVID-19-Pandemie | Abgesagt wegen der COVID-19-Pandemie |